# Josanne Lucas
Josanne Lucille Lucas, trinidaška atletinja, * 14. april 1984, Carnbee, Tobago, Trinidad in Tobago.
Nastopila je na poletnih olimpijskih igrah leta 2008, ko je izpadla v prvem krogu teka na 400 m z ovirami. Na svetovnih prvenstvih je v isti disciplini osvojila bronasto medaljo leta 2009.